# Medicina tradicional

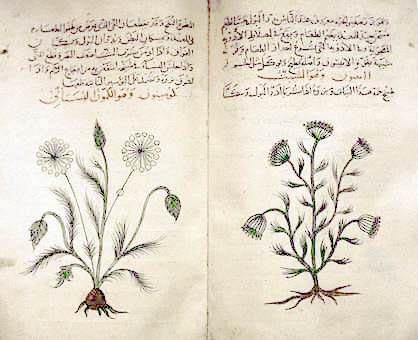
Manual àrab de fitoteràpia (aprox. 1334).

La medicina tradicional engloba el conjunt de pràctiques i tècniques utilitzades amb fins medicinals desenvolupades durant generacions en diverses societats d'arreu del món abans de l'era de la medicina moderna.
L'Organització Mundial de la Salut defineix les medicines tradicionals com
"la suma total del coneixement, habilitats i pràctiques basades en teories, creences i experiències originades en diferents cultures, ja sigui explicables o no, utilitzades en el manteniment de la salut, així com en la prevenció, diagnosi, millora o tractament de malalties físiques i mentals."

## Altres denominacions

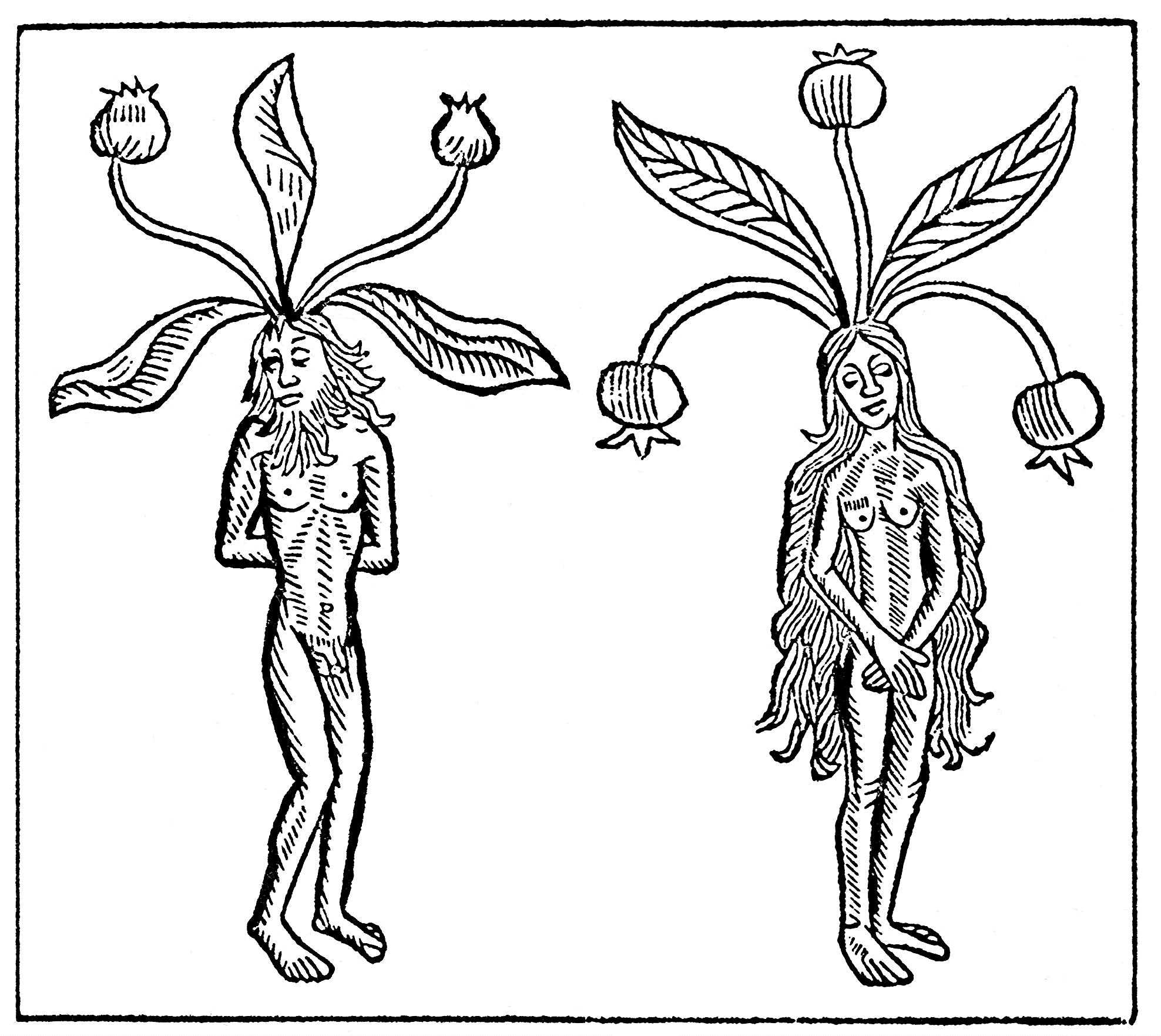
Mandràgora masculina i femenina segons el tractat de fitoteràpia del Hortus sanitatis de Johannes de Cuba.

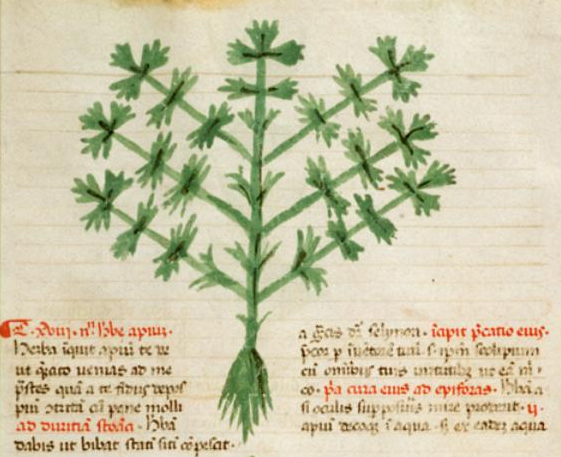
Api a lHerbarium de Barbarus Apuleius, (aprox. 1400).

Es coneix també amb el nom de medicina herbal pel fet que la majoria dels remeis que formen part de les teràpies tradicionals inclouen herbes medicinals, parts de plantes o productes d'origen vegetal. L'ús de diferents fàrmacs segons els diferents pobles tradicionals ha donat lloc al nom d'etnofarmacologia.
Un altre nom aplicat a les pràctiques curatives tradicionals és medicina popular o medicina folklòrica (anglès: Folk medicine), perquè moltes d'aquestes tècniques formen part del folklore ètnic local o hi estan íntimament relacionades.
Modernament s'aplica el terme medicina alternativa al conjunt de pràctiques medicinals tradicionals, incloent les provinents d'altres cultures o països, com la medicina tradicional xinesa, la teràpia manual tradicional del Japó i l'ayurveda. Aquestes tenen en comú el fet que no formen part de les ciències de la salut de la medicina convencional o cientificotecnològica.
S'han fet moltes crítiques a la medicina tradicional o alternativa, ja que es basa en procediments no verificats per la ciència moderna. Aquestes crítiques són especialment severes si es fan servir les pràctiques medicinals tradicionals sense control. Tot i així hi ha qui veu aquestes pràctiques molt útils, rellevants i també complementàries amb la medicina alopàtica.

## Diversitat
El terme "medicina tradicional" té un ús ampli, i inclou els diversos sistemes de medicina tradicional. Aquests poden ser més o menys amplis i profunds segons la cultura. Així, mentre que alguns són prou coneguts, com per exemple la medicina tradicional xinesa, la medicina ayurvèdica i la medicina iunani àrab, altres formes de medicina local d'altres pobles no han estat donades a conèixer de la mateixa forma.
Les medicines tradicionals dels diversos llocs del món abasten teràpies amb medicació a base d'herbes i parts d'animals o minerals, així com teràpies sense medicació, com l'acupuntura, les teràpies manuals, massatges i teràpies espirituals, com les tècniques de relaxació. Totes les medicines tradicionals es basen en tècniques adquirides a través de generacions. Aquestes tècniques han passat per un procés de prova i experiència continuada; de manera que les teràpies i medicaments que han tingut èxit han tingut més probabilitats a sobreviure fins als nostres dies, mentre que les cures que no han reeixit han estat descartades.